# Sofiane Oumiha
Sofiane Oumiha, född den 23 december 1994 i Toulouse, är en fransk boxare.

## Karriär
Oumiha tog OS-silver i lättvikt i samband med de olympiska boxningstävlingarna 2016 i Rio de Janeiro.
Vid OS i Tokyo 2021 blev Oumiha utslagen av Keyshawn Davis i åttondelsfinalen i herrarnas lättvikt. Vid olympiska sommarspelen 2024 i Paris tog han silver i lättvikt efter en finalförlust mot azeriske Erislandy Álvarez.